# Arie Luyendyk

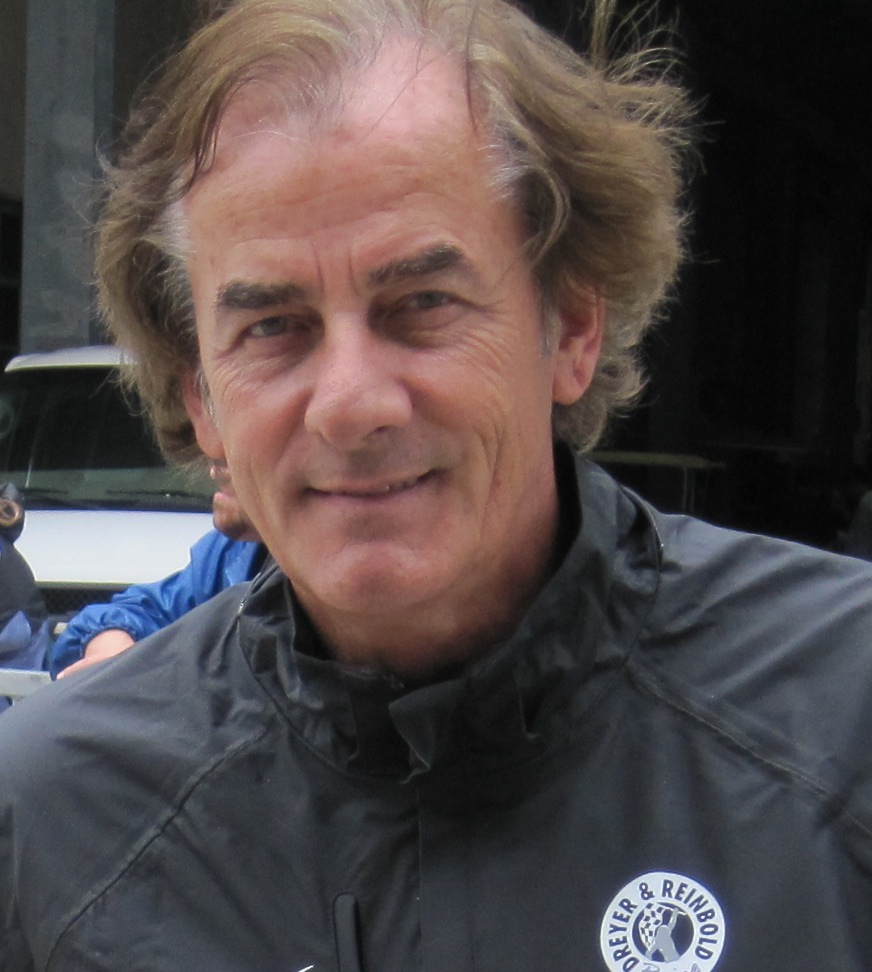
Arie Luyendyk (2010)

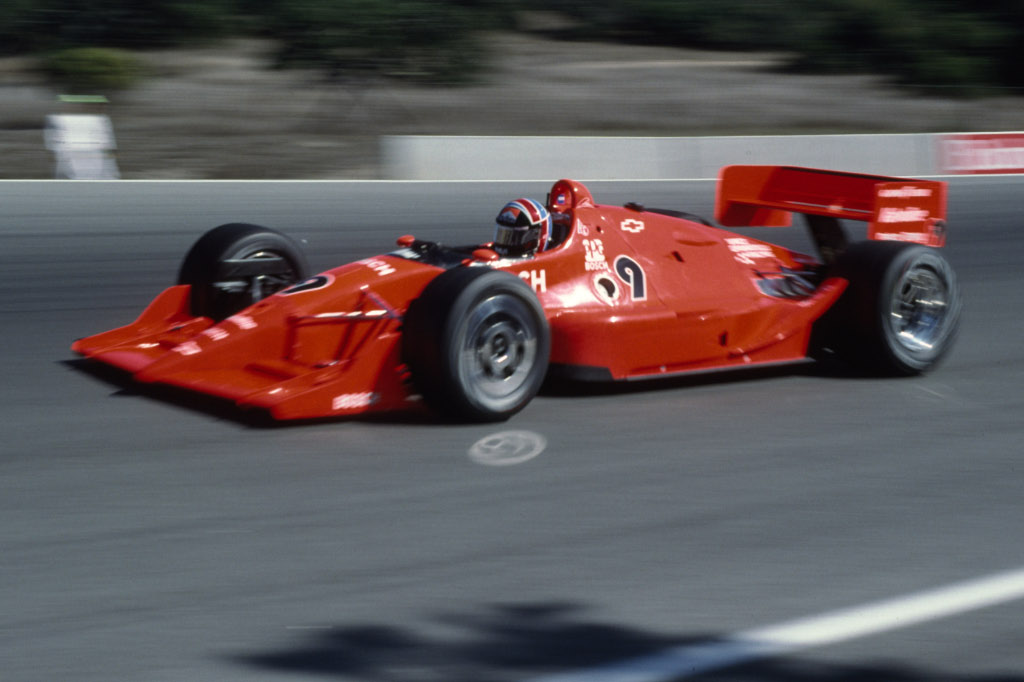
Arie Luyendyk im Granatelli-Lola-Chevrolet, beim CART-Toyota-Monterey-Grand-Prix auf dem Laguna Seca Raceway, 1991

Arie Luyendyk (* 21. September 1953 als Arie Luijendijk in Sommelsdijk, Niederlande) ist ein ehemaliger niederländischer Rennfahrer. Er ist zweifacher Gewinner des 500 Meilen Rennens von Indianapolis. Sein Sohn Arie Luyendyk junior ist ebenfalls Rennfahrer.

## Karriere
Seine Karriere begann in den 1970ern mit dem Gewinn nationaler Titel. Bereits 1977 gewann er den europäischen Super Vee Titel. Darauf stieg er in die Formel 3 ein. Der anhaltende Erfolg ließ ihn 1984 in die USA wechseln, wo er auf Anhieb die Super Vee gewann. Ab 1985 fuhr Luyendyk in der Indy Car World Series, wo er 1985 Rookie of the year, also bester neuer Fahrer, wurde. Als einer der wenigen Topfahrer der Serie wechselte er 1996 in die Indy Racing League, wo er bis Ende 1998 Stammfahrer war. 1999 bis 2003 trat er nur noch beim Indy 500 an.
Im Jahr 1990 gewann er das Indy 500, wobei er mit einer Durchschnittsgeschwindigkeit von 185,981 mph (299,308 km/h) einen bis 2013 gültigen Rekord aufstellte. 1996 stellte er in der Qualifikation neue Rekorde über eine und über vier Runden auf. Über eine Runde fuhr er 382,216 km/h (237,498 mph) und über vier Runden 381,392 km/h (236,986 mph). Das Rennen startete er aber vom 20. Startplatz, da er die Zeiten am zweiten Tag der Qualifikation fuhr und nicht am ersten, an dem die Pole ausgefahren wurde. Im Jahr 1997 gelang ihm ein zweiter Sieg beim Indy 500. Hinzu kommen drei Polepositions in den Jahren 1993, 1997 und 1999.
Zu seinen weiteren Erfolgen gehören Siege bei den 24 Stunden von Daytona und den 12 Stunden von Sebring.

## Statistik

### Le-Mans-Ergebnisse
| Jahr | Team                            | Fahrzeug    | Teamkollege   | Teamkollege   | Platzierung | Ausfallgrund |
| ---- | ------------------------------- | ----------- | ------------- | ------------- | ----------- | ------------ |
| 1989 | Nissan International Motorsport | Nissan R89C | Geoff Brabham | Chip Robinson | Ausfall     | Motorschaden |

### Sebring-Ergebnisse
| Jahr | Team                          | Fahrzeug            | Teamkollege      | Teamkollege      | Teamkollege | Platzierung | Ausfallgrund |
| ---- | ----------------------------- | ------------------- | ---------------- | ---------------- | ----------- | ----------- | ------------ |
| 1985 | DeAtley Racing                | March 85G           | Darin Brassfield | Jerry Brassfield |             | Ausfall     | Unfall       |
| 1989 | Electramotive Engineering     | Nissan GTP ZX-Turbo | Geoff Brabham    | Chip Robinson    |             | Gesamtsieg  |              |
| 1992 | Nissan Performance Technology | Nissan NPT-91A      | Geoff Brabham    | Gary Brabham     | Derek Daly  | Rang 2      |              |